# 伯藍也怯赤
伯藍也怯赤（約1240年—1300年3月1日），一名阔阔真，弘吉剌氏。是元朝世祖忽必烈之子元裕宗真金的妻子，生元显宗、元順宗、元成宗。
出生年份没有记载。伯蓝也怯赤生在1260年代陆续生下三子：甘麻剌（追尊元显宗），答剌麻八剌（追尊元顺宗），鐵穆耳（元成宗）。1286年，丈夫真金逝世。1294年5月10日，儿子元成宗即位，尊伯蓝也怯赤為皇太后。大德四年二月初十丙辰日（1300年3月1日），伯蓝也怯赤去世，謚曰裕聖皇后，至大三年十月（1310年），又追封為徽仁裕聖皇后。

## 軼事
据《元史·列传第三 后妃二》：忽必烈一次外出狩猎时在路上感到口渴，走近一家牧人的帐房，看到一女子正在缉驼茸，于是上前去讨马奶喝。女子说：“虽然家里有马奶，但是我父母兄长都不在家，我一个女人家不便接待客人。”忽必烈听后便准备走，女子又说，父母很快就能回来，让他稍等。不久，家人果然回来了，拿马奶给忽必烈喝了。忽必烈走后，感叹道：“我家若能找到这样的女子，该有多好！”等到给真金选太子妃的时候，忽必烈看了很多人都不满意，有一老臣便派人去打听那名女子，得知其还未出嫁，便向忽必烈禀报，忽必烈大喜，立即将阔阔真纳为太子妃。

## 類似人物
- 明懿文太子朱標妃呂氏（建文帝生母）
- 威爾斯王妃奧古絲塔（佐治二世長媳，佐治三世母）